# Łuków (comune rurale)
Łuków è un comune rurale polacco del distretto di Łuków, nel voivodato di Lublino.
Ricopre una superficie di 308,32 km² e nel 2006 contava 16 547 abitanti.
Il capoluogo è Łuków, che non fa parte del territorio ma costituisce un comune a sé.